# STOML2
STOML2 (англ. Stomatin like 2) – білок, який кодується однойменним геном, розташованим у людей на короткому плечі 9-ї хромосоми.  Довжина поліпептидного ланцюга білка становить 356 амінокислот, а молекулярна маса — 38 534.
| 10         |  | 20         |  | 30         |  | 40         |  | 50         |
| ---------- |  | ---------- |  | ---------- |  | ---------- |  | ---------- |
| MLARAARGTG |  | ALLLRGSLLA |  | SGRAPRRASS |  | GLPRNTVVLF |  | VPQQEAWVVE |
| RMGRFHRILE |  | PGLNILIPVL |  | DRIRYVQSLK |  | EIVINVPEQS |  | AVTLDNVTLQ |
| IDGVLYLRIM |  | DPYKASYGVE |  | DPEYAVTQLA |  | QTTMRSELGK |  | LSLDKVFRER |
| ESLNASIVDA |  | INQAADCWGI |  | RCLRYEIKDI |  | HVPPRVKESM |  | QMQVEAERRK |
| RATVLESEGT |  | RESAINVAEG |  | KKQAQILASE |  | AEKAEQINQA |  | AGEASAVLAK |
| AKAKAEAIRI |  | LAAALTQHNG |  | DAAASLTVAE |  | QYVSAFSKLA |  | KDSNTILLPS |
| NPGDVTSMVA |  | QAMGVYGALT |  | KAPVPGTPDS |  | LSSGSSRDVQ |  | GTDASLDEEL |
| DRVKMS     |  |            |  |            |  |            |  |            |

A: Аланін

C: Цистеїн

D: Аспарагінова кислота

E: Глутамінова кислота

F: Фенілаланін

G: Гліцин

H: Гістидин

I: Ізолейцин

K: Лізин

L: Лейцин

M: Метіонін

N: Аспарагін

P: Пролін

Q: Глутамін

R: Аргінін

S: Серин

T: Треонін

V: Валін

W: Триптофан

Білок має сайт для зв'язування з ліпідами. 
Локалізований у клітинній мембрані, цитоплазмі, цитоскелеті, мембрані, мітохондрії, внутрішній мембрані мітохондрії.